# Поліський державний радіаційно-екологічний заповідник
Полі́ський держа́вний радіаці́йно-екологі́чний запові́дник (біл. Палескі дзяржаўны радыяцыйна-екалагічны запаведнік) — найбільший (понад 215 тисяч га) в Білорусі заповідник.
Заповідник був організований 18 липня 1988 р. в білоруській частині зони відчуження на території трьох найбільш постраждалих від аварії районів Гомельської області — Брагінського, Наровлянського і Хойницького. На території знаходяться 96 покинутих населених пунктів, де до аварії проживало понад 22 тисячі жителів. Адміністрація ПДРЕЗ розташована в місті Хойники.
Хоча заповідник створений з метою радіобіологічних та екологічних досліджень, він становить інтерес і для біологів. Втручання людини мінімальне, з'являється можливість спостерігати розвиток дикої природи в умовах Білорусі. «У зв'язку зі зняттям антропогенного навантаження і багатством рослинного світу тут створилися, по суті, ідеальні умови для відновлення тваринного світу», — йдеться в доповіді Комітету з проблем наслідків катастрофи на ЧАЕС при Раді міністрів Білорусі. Також були інтродуковані деякі нові види, у тому числі і зубр.
У Поліському державному радіаційно-екологічному заповіднику зареєстрований 1251 вид рослин, що становить понад дві третин флори країни, 18 з них занесені до Міжнародної Червоної книги і Червоної книги Республіки Білорусь. Фауна включає 54 види ссавців, 25 видів риб, 280 видів птахів. Понад 40 видів тварин відносять до рідкісних і зникаючих.
Штат співробітників заповідника становить близько 700 людей, з них 10 — з науковим ступенем. Щорічні витрати складають близько 4 млн доларів США.
На північний захід від заповідника розташований національний парк Прип'ятський.
Поліський державний радіаційно-екологічний заповідник у Білорусі відкритий для туристів.

## Населені пункти, що знаходяться на території заповідника

### Брагінський район
У зв'язку з радіаційним забрудненням внаслідок катастрофи на Чорнобильській АЕС з Брагіна в чисті місця переселена 1651 сім'я (4892 чол.). Вся територія Брагінського району піддалася радіоактивному зараженню. Відселені 53 населених пункти, 9 з яких поховані.
- Пиркі — у зв'язку з аварією на Чорнобильській АЕС виселені 476 сімей.
- Богуші — у зв'язку з аварією на Чорнобильській АЕС виселено 195 сімей.

### Наровлянський район
- Дерновичі — у зв'язку з аварією на Чорнобильській АЕС виселені 732 людини, які жили в 333 дворах цього населеного пункту.

### Хойницький район
- Оревичі — у зв'язку з аварією на Чорнобильській АЕС виселені 222 сім'ї.
- Бабчин — у зв'язку з аварією на Чорнобильській АЕС виселені 194 сім'ї.
- Буда — у зв'язку з аварією на Чорнобильській АЕС виселено 56 сімей.
- Горошків — у зв'язку з аварією на Чорнобильській АЕС жителі виселені.
- Кожушки — у зв'язку з аварією на Чорнобильській АЕС виселено 214 сімей.
- Ломачі — у зв'язку з аварією на Чорнобильській АЕС виселені 38 сімей.
- Новокухновщина — у зв'язку з аварією на Чорнобильській АЕС виселені 13 сімей.
- Новий Покровск — у зв'язку з аварією на Чорнобильській АЕС виселені 29 сімей.
- Чемків — у зв'язку з аварією на Чорнобильській АЕС виселені 29 сімей.
- Руді  — у зв'язку з аварією на Чорнобильській АЕС виселені 40 сімей.

## Ресурси Інтернету
- Радіаційний контроль на території Поліського державного радіаційно-екологічного заповідника [Архівовано 21 жовтня 2012 у Wayback Machine.]